# Asalto al Banco Central
Asalto al Banco Central es una miniserie de televisión por internet española de atracos, drama criminal y drama histórico producida por Brutal Media para Netflix. Está protagonizada por Miguel Herrán, María Pedraza, Hovik Keuchkerian e Isak Ferriz. Se estrenó en Netflix el 8 de noviembre de 2024.

## Reparto

### Principal
- Miguel Herrán como José Juan Martínez "El Rubio"
- María Pedraza como Maider Garmendia
- Hovik Keuchkerian como Bernardo García "Berni"
- Isak Férriz como Comisario Francisco "Paco" López

con la colaboración especial de
- Patricia Vico como Isabel Ruig
- Roberto Enríquez como Delegado del Gobierno
- Tito Valverde como General José Luis Aramburu Topete
- Fernando Cayo como General Pajuelo

### Recurrente
- Juanjo Ballesta como José María Cuevas
- Claudio Villarrubia como Cristóbal Valenzuela
- Tomy Aguilera como Jorge Valenzuela
- Óscar Rabadán como Presidente Leopoldo Calvo-Sotelo (Episodio 1 - Episodio 3; Episodio 5)
- Alfredo Villa como Inspector Serrano (Episodio 1 - Episodio 3; Episodio 5)
- Pablo Vázquez como Asistente de Calvo Sotelo (Episodio 1 - Episodio 3; Episodio 5)
- Manuel Sánchez Ramos como Ramón Rollán
- Marco Marini Calvo como Tomás Paz
- Javier Lera como Mariano Bolívar
- Jorge Silvestre como Miguel Ángel Millán
- Viktor Beltrán como Francisco Domínguez
- Carlos Piera como Alberto Ost
- Chemi Hitos como Juan Manuel Quesada
- Gerard Torres como Rafael Edo
- Alba de la Fuente como Carmen (Episodio 1; Episodio 3 - Episodio 4)
- José Luis Alcobendas como Miguel Vilagrán (Episodio 1; Episodio 3; Episodio 5)
- Pablo Béjar como Ricardo Martínez (Episodio 1 - Episodio 2; Episodio 5)
- Roberto Álamo como Teniente General Emilio Alonso Manglano (Episodio 2 - Episodio 5)
- Carlos Manuel Díaz como Jefe superior de Policía (Episodio 2 - Episodio 5)
- Manuel Menárguez como Comandante Carlos Holgado (Episodio 2 - Episodio 5)
- Xavi Lite como Antonio Tejero (Episodio 2)
- Enrique Berrendero como Narcís Serra (Episodio 2 - Episodio 3; Episodio 5)
- Carlos Villarino como Francisco Laína (Episodio 2; Episodio 5)
- Carlos Cañas como Capitán Gil Sánchez Valiente (Episodio 2)
- Paula Muñoz como Cristina Valenzuela (Episodio 4)
- Alberto Fraga como Pedro (Episodio 4)
- Aitor Santamaría como Diabético (Episodio 1)

## Episodios
| N.º | Título                     | Dirigido por      | Escrito por   | Fecha de lanzamiento original |
| --- | -------------------------- | ----------------- | ------------- | ----------------------------- |
| 1   | «¡Todo el mundo al suelo!» | Daniel Calparsoro | Patxi Amezcua | 8 de noviembre de 2024        |
| 2   | «Off the record»           | Daniel Calparsoro | Patxi Amezcua | 8 de noviembre de 2024        |
| 3   | «Tictac, tictac»           | Daniel Calparsoro | Patxi Amezcua | 8 de noviembre de 2024        |
| 4   | «El Número 1»              | Daniel Calparsoro | Patxi Amezcua | 8 de noviembre de 2024        |
| 5   | «La hora de la verdad»     | Daniel Calparsoro | Patxi Amezcua | 8 de noviembre de 2024        |

## Producción
En octubre de 2023, Netflix anunció que había iniciado el rodaje de una miniserie sobre el asalto al Banco Central de Barcelona, Asalto al Banco Central, con la cual buscaba repetir el éxito de La casa de papel. La serie fue escrita por Patxi Amezcua, dirigida por Daniel Calparsoro y producida por Brutal Media. Tres actores de La casa de papel, Miguel Herrán, María Pedraza y Hovik Keuchkerian, fueron anunciados como los nombres protagonistas de la serie. En septiembre de 2024, se anunció que Isak Ferriz también era parte del reparto principal.
El rodaje comenzó en Barcelona y se alargó durante dos meses. Ente el 9 y el 11 de octubre de 2023 se rodaron varias escenas en el distrito de Chamberí en Madrid.

## Lanzamiento y marketing
En septiembre de 2024, Netflix lanzó el tráiler de Asalto al Banco Central y se estrenó el 8 de noviembre de 2024.